# Komosa czerwonawa
Komosa czerwonawa, komosa czerwona (Oxybasis rubra (L.) S. Fuentes & al.) – gatunek rośliny należący w różnych systemach klasyfikacyjnych do rodziny komosowatych lub szarłatowatych. Jest szeroko rozprzestrzeniona na półkuli północnej. Występuje w Ameryce Północnej, Azji i Europie. Rozprzestrzenia się też gdzieniegdzie poza rejonami rodzimego swojego występowania. W Polsce występuje na całym obszarze kraju.

## Morfologia

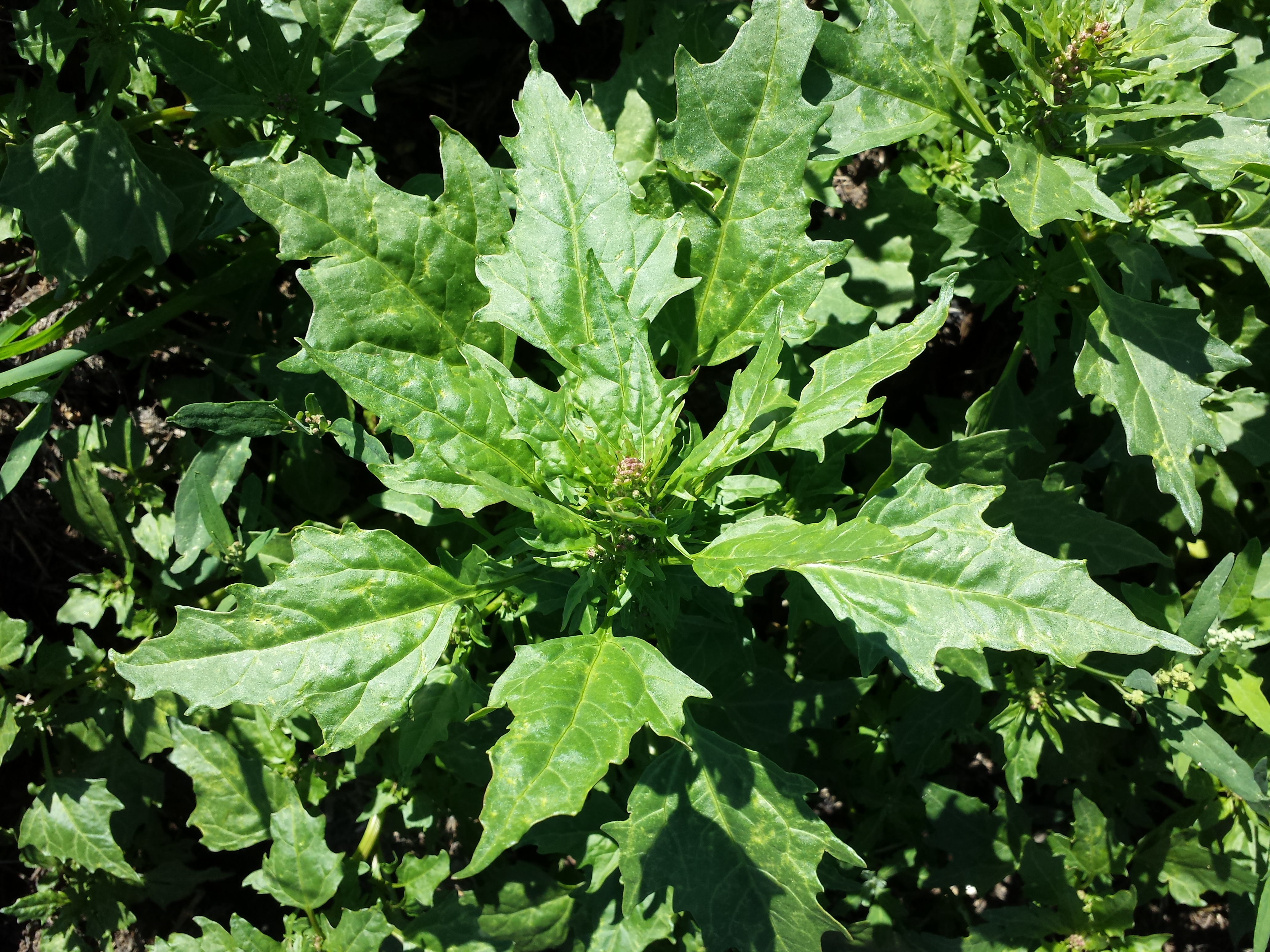
Pokrój

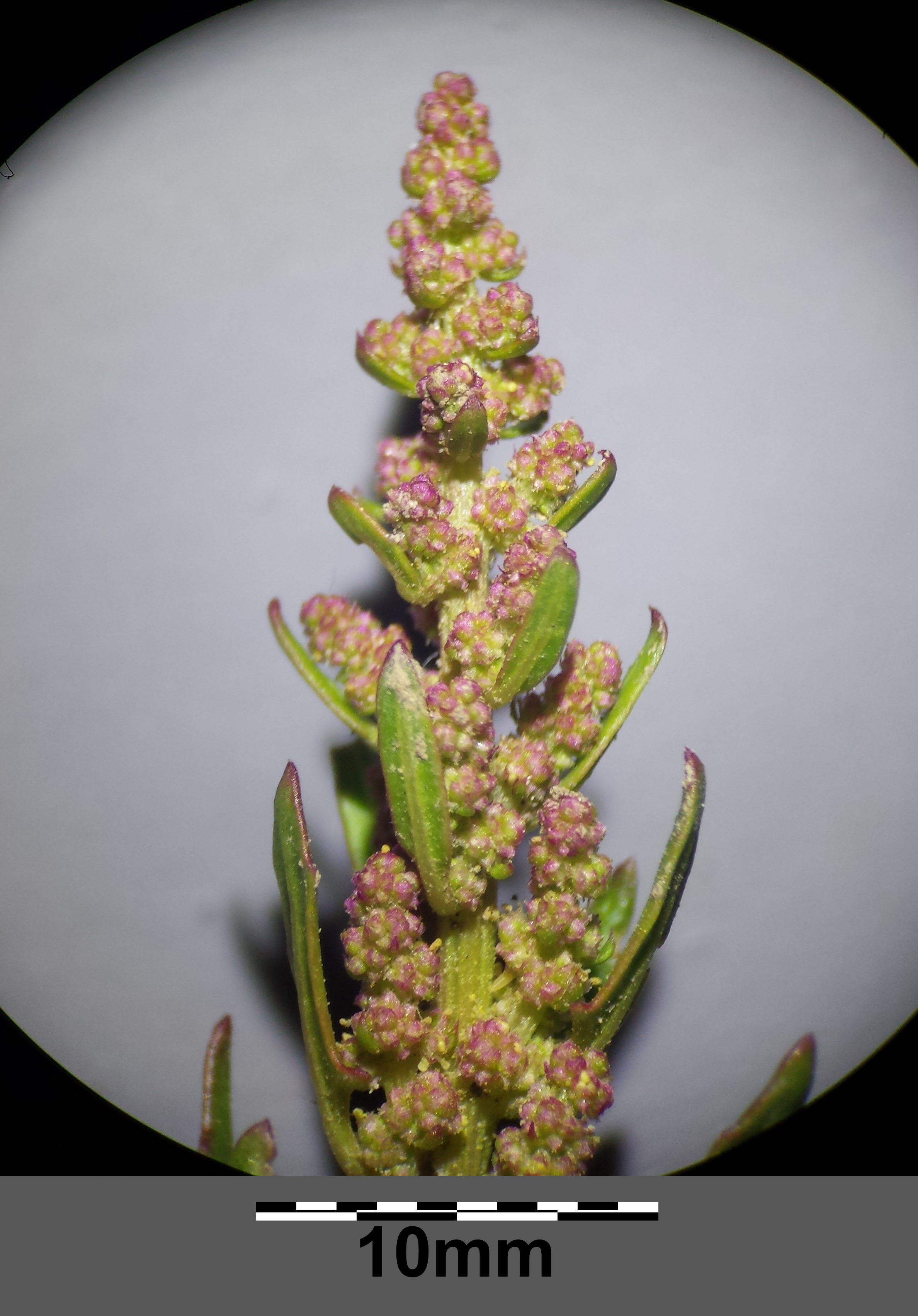
Kwiatostan

ŁodygaStosunkowo gruba, wzniesiona i naga, o wysokości 30–60 cm.
LiścieNagie, połyskujące, dość zmiennego kształtu; zwykle trójkątnie oszczepowate, na końcu zaostrzone i wyraźnie ząbkowane. Czasami mogą być podługowate i całobrzegie.
KwiatyKwiatostan złożony, wyrastający w kątach liści. Drobne kwiaty, wyrastają w kłębikach, które z kolei tworzą kłosokształtne kwiatostany. Kwiaty dwojakiego rodzaju: niektóre z 4–5-listkowym okwiatem i słupkami spłaszczonym z góry, inne (tych jest więcej) z 2–3-listkowym okwiatem i słupkami spłaszczonymi po bokach. Charakterystyczną cechą jest, że listki okwiatu zwykle są czerwonawe i mięsiste.
OwocDrobne, spłaszczone orzeszki.

## Biologia i ekologia
Roślina jednoroczna. Kwitnie od lipca do września, jest wiatropylna. Roślina ruderalna – rośnie na śmietniskach, przychaciach, przydrożach. Jest też jednym z chwastów w uprawach rolniczych. W klasyfikacji zbiorowisk roślinnych gatunek charakterystyczny dla All. Chenopodium fluviatile, Ass. Chenopodio-Atriplicetum.